# Xyris lacera
Espèce
Xyris lacera est une espèce de la famille des Xyridaceae. C'est un œil jaune que l'on trouve dans les parties méridionales de l'Australie-Occidentale, dans les zones marécageuses.

## Description
C'est une herbe vivace touffue, mesurant de 0,2 à 1,5 mètre de haut.
Il s'agit de l'une des nombreuses plantes publiées pour la première fois par  Robert Brown, apparaissant dans son Prodromus Florae Novae Hollandiae et Insulae Van Diemen' en 1810,.

## Systématique
Le nom correct complet (avec auteur) de ce taxon est Xyris lacera R.Br..